# Organisation marxiste rouge (Yougoslavie)
 (mars 2020).
L'Organisation marxiste Rouge est une organisation yougoslave qui rassemble des travailleurs et des étudiants  autour des idées du marxisme. Rouge dispose de sections en Serbie, en Bosnie-Herzégovine et en Macédoine. Cette organisation publie également son propre magazine appelé Critique Rouge, qui peut également être trouvé en version électronique. Elle fonde leurs activités politiques sur l'héritage de la Tendance marxiste internationale (TMI). Rouge a rejoint officiellement la TMI en tant qu'organisation nationale à part entière en novembre 2019 .

## Histoire
Rouge est fondé en 1999, en tant que magazine en ligne, après les bombardements de l'OTAN. En 2001, le magazine a changé son nom pour Pobunjeni um (Esprit rebelle), puis est devenu Critique Rouge. Outre la publication d'articles d'analyse politique, ses membres ont participé activement à des manifestations et à des grèves, principalement à Belgrade. Après la création de sections en dehors de Belgrade, en 2012, l'Organisation Marxiste Rouge a été fondée, à partir du précédent comité de rédaction du magazine internet. Cette organisation possède actuellement des sections à Belgrade, Novi Sad, Sombor, Banja Luka et Skopje .

## Théorie et pratique
La théorie politique et la pratique de l'Organisation marxiste - Rouge est basé sur diverses références : Karl Marx et Friedrich Engels, la fraction bolchevique du Parti ouvrier social-démocrate de Russie sous la direction de Vladimir Lénine, l'opposition de gauche au Parti communiste soviétique, et la Quatrième Internationale sous la direction de Léon Trotsky, l'organisation marxiste britannique Militant et la Tendance marxiste internationale. Rouge participent régulièrement aux congrès de la TMI et à ses écoles marxistes.
Cette organisation politique s'engage à: 
- l'établissement d'un parti ouvrier révolutionnaire, comme outil de la classe ouvrière dans la lutte contre les capitalistes nationaux et étrangers
- une réorganisation radicale des syndicats dans laquelle chaque représentant syndical pourrait être révocable par les syndiqués
- la nationalisation du secteur bancaire et des grandes entreprises, et leur mise sous la direction de comités d'entreprise
- le financement de l'éducation et des soins de santé par l'État sans sacrifier à la logique du profit
- une augmentation du salaire minimum, et un rapport 1:4 entre celui-ci et le salaire maximum, ainsi que le remplacement de la TVA par une imposition progressive
- contre l'armée professionnelle, et pour l'introduction d'une formation militaire pour toutes les personnes valides, sans distinction de nationalité, de sexe, de religion ou d'orientation sexuelle
- séparation complète des églises et de l'état
- l'unification de tous les États des Balkans en une Fédération socialiste des Balkans et pour une révolution communiste européenne et mondiale[2].

Rouge s'est activement impliqué dans des manifestations et des grèves en Serbie, en Bosnie-Herzégovine et en Macédoine, telles que : les manifestations étudiantes à Belgrade de 2006 à aujourd'hui, des grèves au sein de l'usine de batterie de Sombor en 2013, des manifestations d'avril en Serbie en 2017 et les manifestations de masse en 2019 au sein du Bloc de gauche , en Bosnie-Herzégovine lors de l'insurrection de Tuzla en 2014, les grèves et manifestations de travailleurs des chemins de fer de la république serbe en 2017 et du mouvement Justice pour David en 2018, etc. Rouge opèrent également au sein des syndicats et des partis de gauche tels que l'organisation macédonienne Levice (Gauche).

## Publications
Critique Rouge publie des articles sur les grèves et manifestations des travailleurs, des textes d'analyses sur la politique, l'économie, l'histoire, la philosophie et les arts, ainsi que des traductions serbo-croates de textes de marxist.com. Le livre de Gorana Musica, La classe ouvrière de Serbie dans la transition, 1988-2013, a été publié en 2013 sous la direction de la Fondation Rosa Luxemburg.